# نیکولا جوریچکو
نیکولا جوریچکو (سیریلیک صربی: Никола Ђуричко؛ زادهٔ ۹ ژوئیهٔ ۱۹۷۴) بازیگر اهل صربستان است. وی از سال ۱۹۸۰ میلادی تاکنون مشغول فعالیت بوده‌است.
از فیلم‌ها یا برنامه‌های تلویزیونی که وی در آن نقش داشته‌است، می‌توان به باغ‌وحش انسانی، جنگ جهانی زد، در سرزمین خون و عسل، کودکان سارایوو، افسانه‌ها، چیزهای عجیب و برای تمام بشریت اشاره کرد.